# جون كيلي
جون كيلي (.John B. Kelly, Sr) هو لاعب أولمبي لرياضة تجديف من الولايات المتحدة. شارك في الأولمبياد الصيفي في 1920–1924، وفاز بما مجموعه 3 ميداليات.

## الميداليات
| ذهب | فضة | برونز | المجموع |
| 3   | 0   | 0     | 3       |

## روابط خارجية
- جون كيلي على موقع الاتحاد الدولي للتجديف (الإنجليزية)
- جون كيلي على موقع اللجنة الأولمبية الدولية (الإنجليزية)
- جون كيلي على موقع أوليمبيديا (الإنجليزية)